# زاوية سيدي عبد القادر (قبلي)

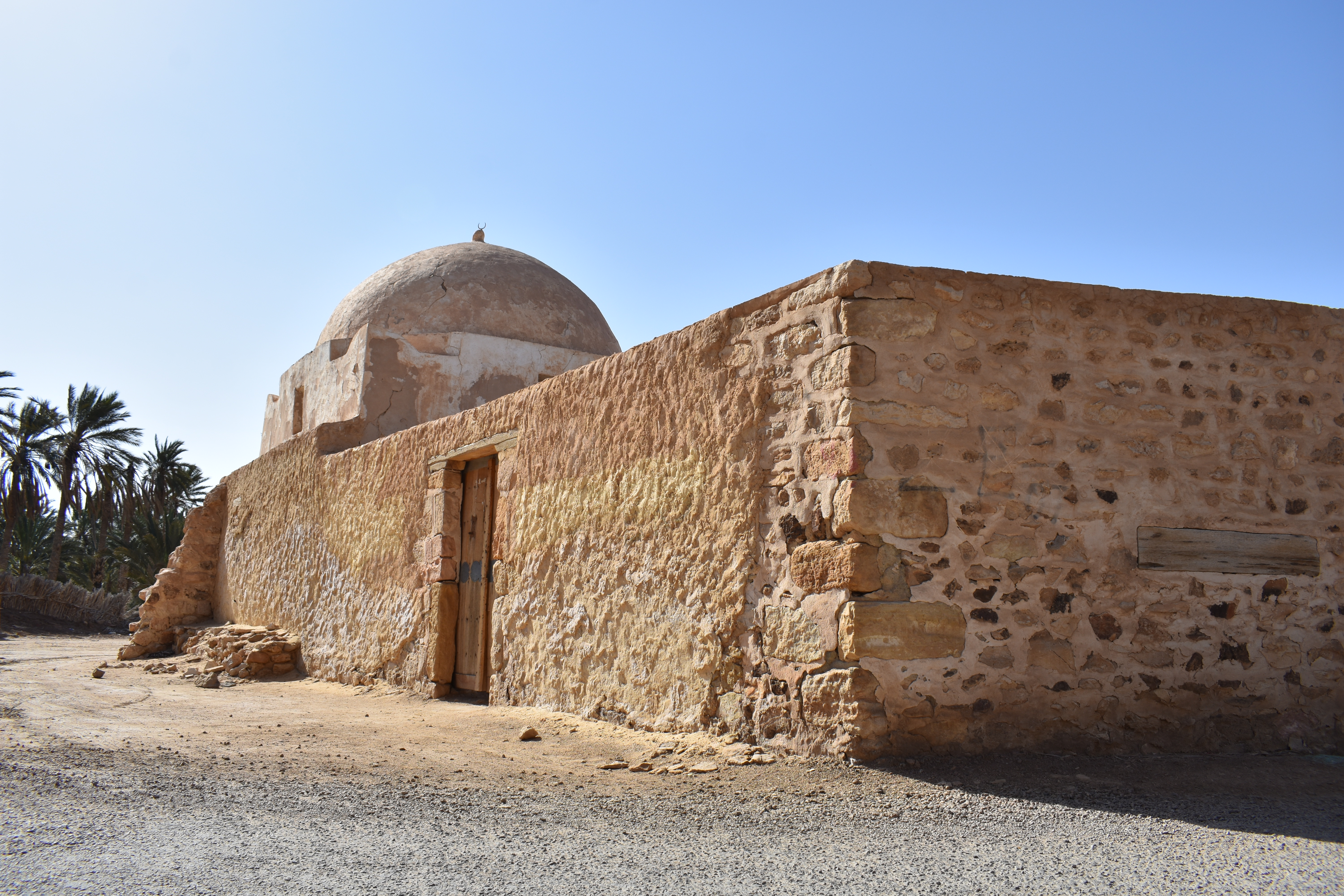

زاوية سيدي عبد القادر هو معلم أثري تونسي مصنف من المعهد الوطني للتراث يقع في ولاية قبلي في الجنوب التونسي، تحديدًا في مدينة قبلي القديمة، صُنّف المعلم في يوم 26 يناير 2024.